# Vectron Systems
Die Vectron Systems AG ist ein deutscher Anbieter von Kassensystemen und -software zur Vernetzung von Filialbetrieben mit Sitz in Münster. Seit 2024 ist das Unternehmen eine Tochter des US-amerikanischen Zahlungsdienstleisters Shift4 Payments.

## Geschichte
Die Ursprungsgesellschaft der heutigen Vectron wurde 1990 als Vectron Systems Datentechnik GmbH von Jens Reckendorf und Thomas Stümmler gegründet. Anfangs konzentrierte sich das Unternehmen auf die Entwicklung von Warenwirtschafts- und Kommunikationssoftware, um Kassensysteme verschiedener Hersteller mit PCs zu verbinden. 1998 entwickelte sich das Unternehmen vom reinen Softwareentwickler zum Komplettanbieter von Kassensystemen. Die Gesellschaft erweiterte ihre Produktpalette. Im Jahr 1999 wurde das Unternehmen als Vectron Systems AG an die Deutsche Börse (Marktsegment Neuer Markt) gebracht.
Wie bei vielen Unternehmen des Neuen Marktes konnte die damals vom Kapitalmarkt erwartete schnelle Expansion nicht erfolgreich umgesetzt werden. Internationale Unternehmenszukäufe nach dem Börsengang erwiesen sich als eine zu ambitionierte Expansionsstrategie. Außerdem haben die Einführung des Euro und die darauf folgenden Preiserhöhungen zu einer Konsumzurückhaltung in den wesentlichen Zielbranchen für Kassensysteme geführt. In der Berichterstattung aus dem Jahr 2000 wird auch von „Fehlern im Rechnungswesen und im Controlling“ gesprochen. Eine in der Phase der Krise erforderliche Kapitalerhöhung scheiterte letztlich am Zusammenbruch des Neuen Markts, wodurch Vectron unter Inkaufnahme hoher Verluste zum Rückzug aus Tochtergesellschaften gezwungen war.
Gerettet wurde die finanziell angeschlagene Gesellschaft durch den Einstieg der in Zürich ansässigen Hansa Chemie International AG, die alle Bankverbindlichkeiten von Vectron ablöste, die Restrukturierung sowie Produktneuentwicklungen finanzierte und den freien Aktionären von Vectron ein Übernahmeangebot unterbreitete. Hintergrund des Engagements der Schweizer bildete neben der Erwartung eines erfolgreichen Turnarounds die Absicht, ihre deutsche Tochtergesellschaft, die Hansa Chemie in Duisburg, auf Vectron zu verschmelzen, um deren Börsennotiz für ein eigenes Listing zu nutzen. Nach den Verlustjahren 2001 bis 2003 erwirtschaftete Vectron ab 2004 wieder Gewinn.
Hansa fasste den Entschluss, die inzwischen gesundete Firma gegebenenfalls zu verkaufen, weil im Jahr 2005 ein amerikanisches Unternehmen Interesse an einem Kauf bekundet hatte. Zwar führten diese Gespräche nicht zu einem Abschluss, waren aber für die Gründer Vectrons Anlass, ein eigenes Kaufangebot auf die Beine zu stellen, bevor der Geschäftsbereich an einen fremden Dritten verkauft würde. Mit Hilfe der WGZ-Bank-Gruppe konnte ein teilweise kreditfinanziertes Übernahmeangebot unterbreitet werden und Anfang März 2006 vereinbarten die Hansa Group AG und die Unternehmensgründer einen Management-Buy-out im Rahmen eines Asset Deals.
Ab dem 23. März 2007 wurden Vectron-Aktien erneut gehandelt. Sie notierten im Entry Standard und wurden seit März 2017 im neugeschaffenen Scale-Segment der Deutschen Börse geführt. Die Vectron Systems AG ist nach eigenen Angaben Marktführer im Bereich der Bediengastronomie und für Lösungen für Bäckereifilialisten im deutschsprachigen Raum. Das Unternehmen besitzt einen Exportanteil von über 40 %. Mit dem Marketing-Tool bonVito hat Vectron seit 2011 das Produktangebot um Kundenbindungsfunktionen, Kundenkarten, Reporting, Payment und um ein Reservierungssystem erweitert.
Mit der Zweitmarke Duratec bedient Vectron seit 2013 auch kleine bis mittelgroße Gastronomie-Betriebe mit standardisierten Kassenlösungen und mobilen Kassen-Apps.
Ende 2016 erwarb Vectron 75 % des Kassensoftwarestartups posmatic GmbH, ein Hersteller von Kassensoftware, die auf Apple-Hardware, wie z. B. iPads, iPods oder iPhones läuft. Seit dem 1. Januar 2019 ist die posmatic GmbH zu 100 % im Besitz der Vectron Systems AG. Am 30. Dezember 2022 folgte die Übernahme von 100 % an der acardo group ag sowie 100 % an der acardo activation GmbH (zusammen acardo).
Im Juni 2024 wurde ein Mehrheitsanteil an Vectron durch den US-amerikanischen Zahlungsdienstleister Shift4 Payments übernommen.